# 아드레날린
아드레날린(영어: adrenaline) 또는 에피네프린(영어: epinephrine, 상표명 EpiPen)은 일종의 호르몬, 신경전달물질이다. 또 이 물질은 아미노산 페닐알라닌과 티로신에서 가져온 "교감신경 흥분 모노아민"인 카테콜아민이다. 화학식은 C9H13NO3이다.

## 역사
1886년 5월에 윌리엄 베이츠는 뉴욕 메디컬 저널에서 신장선이 만들어낸 물질을 발견했다고 보고하였다. 1895년에 폴란드 생리학자인 나폴레옹 시불스키(Napoleon Cybulski)가 에피네프린을 분리해내고 식별하였다. 1897년에 존 제콥 아벨이 이 발견을 되풀이하였다.
일본의 화학자 다카미네 조키치(高峰 譲吉)가 1900년에 같은 호르몬을 독자적으로 발견했다. 1901년에 그는 소의 장기로부터 아드레날린 호르몬을 분리하여 정제하는 데 성공했다.
1904년에 프리드리히 스톨츠(Friedrich Stolz)가 인공적으로 합성하는 데 성공했다.

## 몸 속에서의 반응
아드레날린이 혈류에 분비되면 몸은 재빨리 위협에 반응할 준비를 한다.
싸움-도주 반응(fight-or-flight response)에서처럼 아드레날린은 산소와 포도당의 공급을 뇌와 근육에 촉진시키고 소화 속도를 늦춘다. 심박수와 일회박출량을 늘리고 동공을 넓히며 피부 속 소동맥과 위장관을 수축시키지만 골격근의 소동맥은 팽창시킨다. 간 속의 포도당에 글리코겐의 이화 작용을 증가시킴으로써 혈당 수준을 높임과 더불어 지방 세포 속의 지질을 붕괴시키기 시작한다.
다른 몇몇 스트레스 호르몬처럼 아드레날린도 면역 체계에 대한 억제 효과가 있다.
아드레날린은 정신에 직접적으로 영향을 미치지는 않는다. 그에 비해 스트레스나 자극을 받으면 뇌 속에 만들어지는 노르에피네프린은 아드레날린과 비슷한 반응을 일으키고 집중력 증진을 비롯해 정신에도 영향을 미친다.
아나필락시스, 심정지, 천식, 피상 출혈 등 여러 가지 질환을 치료하는 데 사용된다. 흡입 된 에피네프린은 크룹의 증상을 개선하는 데 사용될 수 있다. 다른 치료법이 효과적이지 않을 때 천식에도 사용될 수 있다. 정맥 주사, 근육 주사, 흡입 또는 피하 주사로 제공된다.

## 이성체
천연 아드레날린은 (R)-(−)-L-에피네프린 입체이성체이다.

## 같이 보기
- 과민성 쇼크
- 노르에피네프린
- 티로신
- L-도파
- 도파민

## 참조
참고 문헌
1. ↑  Aronson JK (2000). "Where name and image meet" - the argument for "adrenaline". British Medical Journal 320, 506-9.
2. ↑  Yamashima T (2003). "Jokichi Takamine (1854-1922), the samurai chemist, and his work on adrenalin". J Med Biogr 11 (2): 95–102. PMID 12717538.
3. ↑  Bennett M (1999). "One hundred years of adrenaline: the discovery of autoreceptors". Clin Auton Res 9 (3): 145–59. doi:10.1007/BF02281628. PMID 10454061.

일반 참조
- Walter F. Boron, Emile L. Boulpaep (2005). 《Medical Physiology: A Cellular And Molecular Approach》. Philadelphia, PA: Elsevier/Saunders. ISBN 1-4160-2328-3.
- Voet D. and J. (2004). 《Biochemistry, 3rd ed》. USA: Wiley. ISBN 0-471-19350-X.